# 喜連川彭氏
喜連川 彭氏（きつれがわ ちかうじ）は、江戸時代後期の大名。下野喜連川藩の第8代藩主。

## 生涯
明和8年（1771年）11月22日、第7代藩主・喜連川恵氏の長男として生まれる。天明7年（1787年）12月15日、将軍徳川家斉に御目見する。寛政元年（1789年）12月10日に父が隠居したのにともない跡を継いだ。このとき、500石を加増されて喜連川藩は5000石となる。
寛政2年（1790年）3月1日、左兵衛督に叙任する。文政13年（1830年）11月28日、三男の煕氏に家督を譲って隠居し、天保4年（1833年）3月7日に死去した。享年63。

## 系譜
父母
- 喜連川恵氏（父）

正室
- 榊原政永の娘

子女
- 喜連川暉氏（長男）
- 喜連川綏氏（次男）
- 喜連川煕氏（三男）生母は正室